# Grand Prix Bruno Beghelli 2017
Le Grand Prix Bruno Beghelli 2017 est la 22e édition de cette course cycliste sur route. Il est disputé le 1er octobre autour de Monteveglio en Italie. Il fait partie du calendrier de l'UCI Europe Tour 2017, en catégorie 1.HC.

## Présentation

### Équipes
| WorldTeams (10)- FDJ - Sky - Bahrain-Merida - UAE Team Emirates - Dimension Data - Trek-Segafredo - Cannondale-Drapac - AG2R La Mondiale - Astana - Orica-Scott Équipes continentales professionnelles (10)- Bardiani CSF - Israel Cycling Academy - Cofidis, Solutions Crédits - Wanty-Groupe Gobert - Gazprom-RusVelo - Wilier Triestina-Selle Italia - Androni Giocattoli - Nippo-Vini Fantini - CCC Sprandi Polkowice - Caja Rural-Seguros RGA Équipes continentales (4)- Sangemini-MG.Kvis - Amore & Vita-Selle SMP-Fondriest - GM Europa Ovini - Unieuro Trevigiani-Hemus 1896 |
| |

### Classement général
| \| Classement général \| Classement général \| Classement général \| Classement général \| Classement général \| \| Coureur \| Coureur \| Pays \| Équipe \| Temps \| \| ------------------ \| ------------------- \| ------------------ \| -------------------------- \| ------------------ \| \| 1er \| Luis León Sánchez \| Espagne \| Astana \| 4 h 27 min 30 s \| \| 2e \| Sonny Colbrelli \| Italie \| Bahrain-Merida \| + 6 s \| \| 3e \| Elia Viviani \| Italie \| Team Sky \| + 6 s \| \| 4e \| Michael Albasini \| Suisse \| Orica-Scott \| + 6 s \| \| 5e \| Alberto Bettiol \| Italie \| Cannondale-Drapac \| + 6 s \| \| 6e \| Andrea Pasqualon \| Italie \| Wanty-Groupe Gobert \| + 6 s \| \| 7e \| Marco Canola \| Italie \| Nippo-Vini Fantini \| + 6 s \| \| 8e \| Julien Simon \| France \| Cofidis, Solutions Crédits \| + 6 s \| \| 9e \| Simone Consonni \| Italie \| UAE Team Emirates \| + 6 s \| \| 10e \| Magnus Cort Nielsen \| Danemark \| Orica-Scott \| + 6 s \| |                     |          |                            |                 |
| |                     |          |                            |                 |
| Source : ProCyclingStats |                     |          |                            |                 |
| Classement général |                     |          |                            |                 |
| Coureur | Coureur             | Pays     | Équipe                     | Temps           |
| 1er | Luis León Sánchez   | Espagne  | Astana                     | 4 h 27 min 30 s |
| 2e | Sonny Colbrelli     | Italie   | Bahrain-Merida             | + 6 s           |
| 3e | Elia Viviani        | Italie   | Team Sky                   | + 6 s           |
| 4e | Michael Albasini    | Suisse   | Orica-Scott                | + 6 s           |
| 5e | Alberto Bettiol     | Italie   | Cannondale-Drapac          | + 6 s           |
| 6e | Andrea Pasqualon    | Italie   | Wanty-Groupe Gobert        | + 6 s           |
| 7e | Marco Canola        | Italie   | Nippo-Vini Fantini         | + 6 s           |
| 8e | Julien Simon        | France   | Cofidis, Solutions Crédits | + 6 s           |
| 9e | Simone Consonni     | Italie   | UAE Team Emirates          | + 6 s           |
| 10e | Magnus Cort Nielsen | Danemark | Orica-Scott                | + 6 s           |